# Eupithecia subvaticina
Eupithecia subvaticina är en fjärilsart som beskrevs av András Vojnits 1982. Eupithecia subvaticina ingår i släktet Eupithecia och familjen mätare. Inga underarter finns listade i Catalogue of Life.